# Dave Joosten
Dave Joosten (Velden, 18 oktober 1980) is een Nederlands voormalig voetballer.

## Carrière
De Veldenaar doorliep de jeugdopleiding bij VVV en maakte daar op 2 oktober 1999 in een met 4-1 verloren uitwedstrijd bij FC Groningen zijn competitiedebuut in het eerste elftal. Na vier jaar kwam de verdediger niet langer in aanmerking voor een contract bij de Venlose eerstedivisionist en hij sloot op amateurbasis aan bij provinciegenoot Fortuna Sittard, waar hij aanvankelijk in het tweede elftal speelde. Trainer Hans de Koning haalde hem al snel bij de selectie van het eerste elftal, waar hij een plek als verdedigende middenvelder of rechtsback veroverde. Dat leverde hem een eenjarig contract op. In zijn tweede Sittardse seizoen liep hij al in augustus een ernstige kruisbandblessure op, waardoor hij niet meer in actie kwam. Zijn aflopende verbintenis werd niet verlengd en hij verkaste in 2005 naar SV Straelen. Met die club werd hij in 2006 kampioen in de Verbandsliga. Nadien kwam hij ook nog uit voor RKSV Venlo en Quick Boys '31.

## Clubstatistieken
| Seizoen         | Club            | Competitie               | Competitie | Competitie | Beker | Beker | Playoff | Playoff | Totaal | Totaal |
| Seizoen         | Club            | Competitie               | Wed.       | Dlp.       | Wed.  | Dlp.  | Wed.    | Dlp.    | Wed.   | Dlp.   |
| --------------- | --------------- | ------------------------ | ---------- | ---------- | ----- | ----- | ------- | ------- | ------ | ------ |
| 1999/00         | VVV             | Eerste divisie           | 20         | 0          | 2     | 0     | –       | –       | 22     | 0      |
| 2000/01         | VVV             | Eerste divisie           | 12         | 0          | 5     | 0     | –       | –       | 17     | 0      |
| 2001/02         | VVV             | Eerste divisie           | 20         | 0          | 3     | 0     | –       | –       | 23     | 0      |
| 2002/03         | VVV             | Eerste divisie           | 13         | 0          | 3     | 0     | –       | –       | 16     | 0      |
| 2003/04         | Fortuna Sittard | Eerste divisie           | 24         | 0          | 0     | 0     | –       | –       | 24     | 0      |
| 2004/05         | Fortuna Sittard | Eerste divisie           | 1          | 0          | 1     | 0     | –       | –       | 2      | 0      |
| 2005/06         | SV Straelen     | Verbandsliga Niederrhein | 34         | 2          | –     | –     | –       | –       | 34     | 2      |
| 2006/07         | SV Straelen     | Oberliga Niederrhein     | 27         | 0          | –     | –     | –       | –       | 27     | 0      |
| Carrière totaal | Carrière totaal | Carrière totaal          | 151        | 2          | 14    | 0     | 0       | 0       | 165    | 2      |